# Nuoto ai campionati europei di nuoto 2022 - 100 metri farfalla femminili
La gara dei 100 metri farfalla femminili dei campionati europei di nuoto 2022 si è svolta il 14 e il 15 agosto 2022. Al mattino del 14 agosto si sono svolte le batterie e nel pomeriggio le semifinali, mentre la finale si è disputata nel pomeriggio del 15 agosto.

## Podio
| Pos.    | Atleta         | Nazione              |
| ------- | -------------- | -------------------- |
| Oro     | Louise Hansson | Svezia               |
| Argento | Marie Wattel   | Francia              |
| Bronzo  | Lana Pudar     | Bosnia ed Erzegovina |

## Record
Prima della manifestazione il record del mondo (RM), il record europeo (EU) e il record dei campionati (RC) erano i seguenti.
|  | 55"48 | Sarah Sjöström | 7 agosto 2016 Rio de Janeiro |
|  | 55"48 | Sarah Sjöström | 7 agosto 2016 Rio de Janeiro |
|  | 55"89 | Sarah Sjöström | 20 maggio 2016 Londra        |

Durante la competizione non sono stati migliorati record.

## Risultati

### Batterie
| Pos. | Batteria | Corsia | Atleta                | Nazionalità          | Tempo        | Note  |
| ---- | -------- | ------ | --------------------- | -------------------- | ------------ | ----- |
| 1    | 3        | 4      | Louise Hansson        | Svezia               | 57"46        | Q     |
| 2    | 4        | 4      | Marie Wattel          | Francia              | 57"85        | Q     |
| 3    | 3        | 5      | Lana Pudar            | Bosnia ed Erzegovina | 58"29        | Q     |
| 4    | 4        | 5      | Elena Di Liddo        | Italia               | 58"43        | Q     |
| 5    | 2        | 5      | Ilaria Bianchi        | Italia               | 58"46        | Q     |
| 6    | 3        | 3      | Angelina Köhler       | Germania             | 58"47        | Q     |
| 7    | 3        | 2      | Costanza Cocconcelli  | Italia               | 58"89        |       |
| 7    | 2        | 2      | Keanna MacInnes       | Regno Unito          | 58"89        | Q     |
| 9    | 3        | 6      | Maaike de Waard       | Paesi Bassi          | 58"90        | Q     |
| 10   | 4        | 2      | Tessa Giele           | Paesi Bassi          | 58"97        | Q     |
| 11   | 4        | 3      | Roos Vanotterdijk     | Belgio               | 59"06        | Q     |
| 12   | 3        | 1      | Helena Rosendahl Bach | Danimarca            | 59"15        | Q     |
| 13   | 4        | 7      | Sara Junevik          | Svezia               | 59"30        | Q     |
| 14   | 2        | 4      | Anna Ntountounaki     | Grecia               | 59"33        | Q     |
| 15   | 2        | 3      | Maria Ugolkova        | Svizzera             | 59"34        | Q     |
| 16   | 2        | 6      | Dalma Sebestyén       | Ungheria             | 59"39        | Q DSQ |
| 17   | 4        | 1      | Julia Ullmann         | Svizzera             | 59"75        | Q     |
| 18   | 3        | 7      | Antonella Crispino    | Italia               | 59"80        |       |
| 19   | 2        | 0      | Laura Lahtinen        | Finlandia            | 59"99        | Q DSQ |
| 20   | 2        | 7      | Julia Maik            | Polonia              | 1'00"34      | Q     |
| 21   | 2        | 8      | Holly Hibbott         | Regno Unito          | 1'00"39      |       |
| 22   | 4        | 0      | Hanna Rosvall         | Svezia               | 1'00"59      |       |
| 23   | 3        | 8      | Ana Monteiro          | Portogallo           | 1'00"82      |       |
| 24   | 1        | 4      | Marina Jehl           | Francia              | 1'01"17      |       |
| 25   | 3        | 0      | Carla Hurtado         | Spagna               | 1'01"36      |       |
| 26   | 4        | 8      | Tamara Potocká        | Slovacchia           | 1'01"43      |       |
| 27   | 3        | 9      | Victorita Bogdaneci   | Romania              | 1'01"46      |       |
| 28   | 2        | 9      | Anastasia Tichy       | Austria              | 1'01"74      |       |
| 29   | 1        | 5      | Lea Polonsky          | Israele              | 1'02"06      |       |
| 30   | 4        | 9      | Ieva Maļuka           | Lettonia             | 1'02"12      |       |
| 31   | 1        | 6      | Annina Grabher        | Svizzera             | 1'02"53      |       |
| 32   | 1        | 2      | Mireia Belmonte       | Spagna               | 1'02"73      |       |
| 33   | 1        | 7      | Varsenik Manucharyan  | Armenia              | 1'03"09      |       |
| 34   | 1        | 3      | Tamara Schaad         | Svizzera             | 1'04"12      |       |
| DSQ  | 2        | 1      | Amina Kajtaz          | Croazia              | Squalificata |       |
| DNS  | 4        | 6      | Laura Stephens        | Regno Unito          | Non partita  |       |

### Semifinali

#### Semifinale 1
| Pos. | Corsia | Atleta            | Nazionalità | Tempo | Note |
| ---- | ------ | ----------------- | ----------- | ----- | ---- |
| 1    | 4      | Marie Wattel      | Francia     | 56"99 | Q    |
| 2    | 3      | Angelina Köhler   | Germania    | 58"03 | Q    |
| 3    | 2      | Roos Vanotterdijk | Belgio      | 58"42 | Q    |
| 4    | 1      | Maria Ugolkova    | Svizzera    | 58"66 |      |
| 5    | 5      | Elena Di Liddo    | Italia      | 58"68 |      |
| 6    | 7      | Sara Junevik      | Svezia      | 58"97 |      |
| 7    | 8      | Julia Maik        | Polonia     | 59"32 |      |
| 8    | 6      | Maaike de Waard   | Paesi Bassi | 59"46 |      |

#### Semifinale 2
| Pos. | Corsia | Atleta                | Nazionalità          | Tempo | Note |
| ---- | ------ | --------------------- | -------------------- | ----- | ---- |
| 1    | 4      | Louise Hansson        | Svezia               | 57"54 | Q    |
| 2    | 5      | Lana Pudar            | Bosnia ed Erzegovina | 58"06 | Q    |
| 3    | 3      | Ilaria Bianchi        | Italia               | 58"21 | Q    |
| 4    | 2      | Anna Ntountounaki     | Grecia               | 58"48 | Q    |
| 5    | 6      | Keanna MacInnes       | Regno Unito          | 58"55 | Q    |
| 6    | 2      | Tessa Giele           | Paesi Bassi          | 58"71 |      |
| 7    | 7      | Helena Rosendahl Bach | Danimarca            | 58"80 |      |
| 8    | 8      | Julia Ullmann         | Svizzera             | 59"66 |      |

### Finale
| Pos. | Corsia | Atleta            | Nazionalità          | Tempo | Note |
| ---- | ------ | ----------------- | -------------------- | ----- | ---- |
|      | 5      | Louise Hansson    | Svezia               | 56"66 |      |
|      | 4      | Marie Wattel      | Francia              | 56"80 |      |
|      | 6      | Lana Pudar        | Bosnia ed Erzegovina | 57"27 |      |
| 4    | 3      | Angelina Köhler   | Germania             | 57"90 |      |
| 5    | 1      | Anna Ntountounaki | Grecia               | 57"91 |      |
| 6    | 2      | Ilaria Bianchi    | Italia               | 58"34 |      |
| 7    | 8      | Keanna MacInnes   | Regno Unito          | 58"68 |      |
| 8    | 7      | Roos Vanotterdijk | Belgio               | 58"74 |      |